# Sant Mateu Nou de Vall-llobrega
Sant Mateu Nou de Vall-llobrega és una església de Vall-llobrega (Baix Empordà) protegida com a bé cultural d'interès local.

## Descripció
L'església parroquial de Vall-llobrega està situada al Raval de Baix o de Mar, també conegut amb el nom de barri de l'Església. És un edifici d'una nau amb dues capelles laterals, capçalera poligonal i teulada a dues vessants. La volta és d'aresta. La façana d'accés presenta com a element més remarcable la llinda de la porta, amb una inscripció en llatí. A la part central d'aquest parament hi ha un petit òcul, i a la part superior un gran campanar de paret de dos arcs de mig punt.

## Història
L'església de Sant Mateu fou construïda el segle xviii, segons consta a la inscripció llatina que es troba a la llinda de la porta d'accés:
"DIE 30 MENSIS IANVUARY 1669 FUIT CONCES
SA MIHI SALVATORI BRALLA PRESBITERO ET REC
TORI HVIVS ECCLESIE LICENTIA FACIENDI HA
NC ECCLESIAM VT CONSTAT IN NOTARIA EPISCOPALIS"
Durant el segle xix l'interior fou emblanquinat. Actualment la façana presenta el parament de pedra vista, sense arrebossar.